# Hardin (Kentucky)
Hardin es una ciudad ubicada en el condado de Marshall en el estado estadounidense de Kentucky. En el Censo de 2010 tenía una población de 615 habitantes y una densidad poblacional de 338,25 personas por km².

## Geografía
Hardin se encuentra ubicada en las coordenadas 36°45′54″N 88°18′8″O / 36.76500, -88.30222. Según la Oficina del Censo de los Estados Unidos, Hardin tiene una superficie total de 1.82 km², de la cual 1.81 km² corresponden a tierra firme y (0.28%) 0.01 km² es agua.

## Demografía
Según el censo de 2010, había 615 personas residiendo en Hardin. La densidad de población era de 338,25 hab./km². De los 615 habitantes, Hardin estaba compuesto por el 97.4% blancos, el 0.33% eran afroamericanos, el 0.33% eran amerindios, el 0.16% eran asiáticos, el 0% eran isleños del Pacífico, el 0.65% eran de otras razas y el 1.14% pertenecían a dos o más razas. Del total de la población el 1.3% eran hispanos o latinos de cualquier raza.